# ハッピーバレー競馬場
ハッピーバレー競馬場（ハッピーバレーけいばじょう、中：跑馬地馬場/快活谷馬場、英：Happy Valley Racecourse）は、香港ジョッキークラブが所有する香港の跑馬地にある競馬場である。

## 歴史

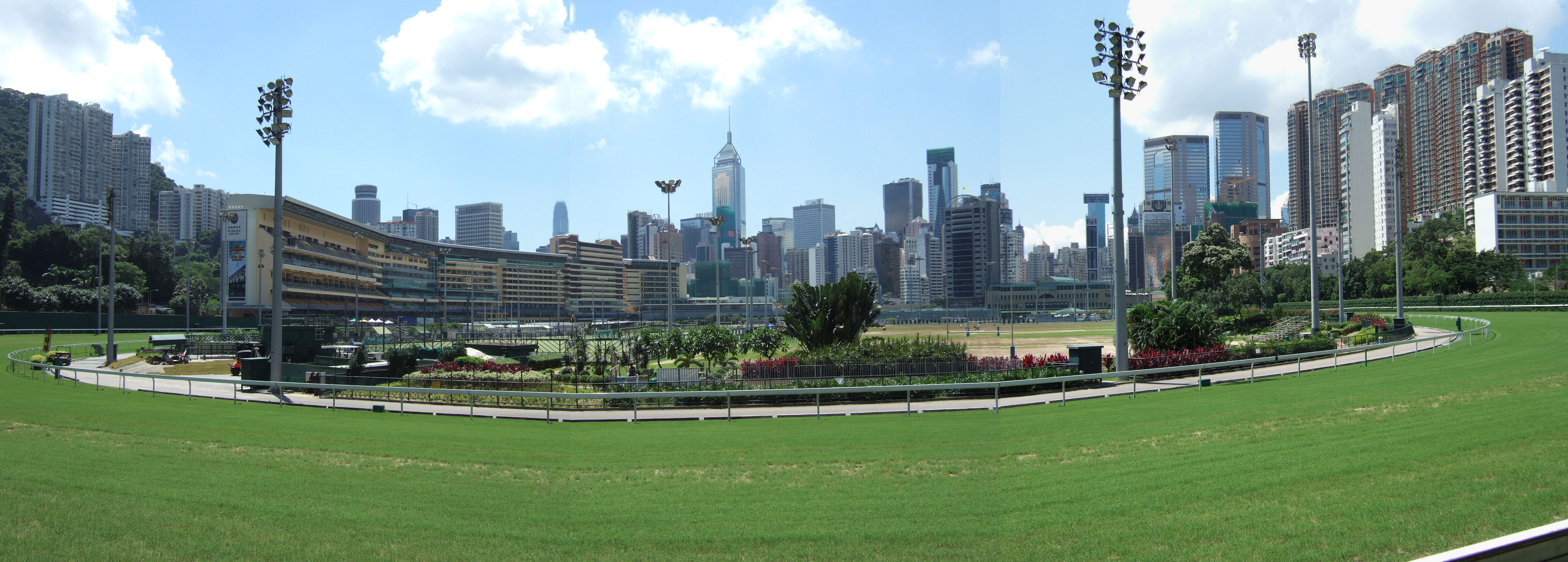
ハッピーバレー競馬場のパノラマ写真

イギリスの植民地であった1846年に開設。元々この競馬場のあった地域は沼地だったが、他に競馬場を開設可能な場所が香港島になかったため、埋め立てた上で競馬場が設置された。創設時は新暦・1月下旬か2月初めの春節のみに開催されていたが、1884年に香港ジョッキークラブが設立されるとともに常時開催となった。
開設当初は竹製のスタンドを備えた競馬場であったが、これは1918年の火事で焼失している（ハッピーバレー競馬場火災）。第二次世界大戦中の1942年から1945年は日本軍がイギリス軍を放逐したため、「青葉峽競馬場」と改名された。
また、長らくアマチュアの騎手が騎乗するなど、公的機関による運営ではなかったが、1971年より騎手へのライセンス発行などを行うなどして、職業化が図られた。
1960年代になると、ハッピーバレー競馬場の入場者数は増加の一途を辿り、常に満員状態となっていた。このため、ジョッキークラブではスタンドの増築を行うとともに、新たな競馬場の設置を検討することとなった。
1973年には、コース上に夜間照明の工事を終え、ナイター競馬開催を開始した。また翌1974年には、場外馬券売り場の設置や電話投票が開始された。
1978年の沙田競馬場開場により、ハッピーバレー競馬場は主に平日のナイター競馬を中心に使用される事となった。また1987年には、競馬場の南東側の山裾にあった厩舎が沙田競馬場の横に移動し、跡地には香港ジョッキークラブのクラブハウス等の施設が建築されている。
1989年シーズンからは、芝コースの内側にあった砂馬場をポリトラック馬場に改修した。
1995年には、約1年間コースを閉鎖して大規模な改修工事が実施された。ポリトラックコースは廃止され、芝コースの幅員は30メートルにまで拡張して国際競走が開催可能な馬場に整備されたが、レースを再開したイギリスの植民地下の1996年シーズンから現在に至るまで、香港国際競走は沙田競馬場でのみ開催されている。

## 概要
香港の競馬は原則として水曜日と週末に開催されているが、ハッピーバレー競馬場では、主に水曜日のナイター開催が行われている。ただし年に数回、ハッピーバレーでも週末の日中開催が行われる。また、例年香港国際競走施行週の水曜日には、国際騎手招待競走のインターナショナルジョッキーズチャンピオンシップがハッピーバレーにて開催されている。
この他に毎月1回、土曜日にバリヤートライアルが行われており、スタンドは開放されていないものの、コース内側の公園から見ることが可能である。
競走に出走する馬は、競走当日に数頭ずつ、トレーラータイプの馬運車に乗せられて沙田競馬場からハッピーバレーに移動し、スタンドの地下にある出走馬の待機馬房にて競走まで待機する。また競走を終えた馬達は、馬装を解いてから、再び馬運車に乗せられて沙田の馬房に戻ってゆく。またパドックは、ゴール付近のスタンドと芝コースとの間に設置されている。
スタンドは、狭い敷地に大勢の観客を収容する為に7階建てになっており、4コーナー付近から1コーナーあたりまで連なる姿は、中々壮観である。また観客席のスタンド前には、バーベキューや軽食・飲料類を販売する店などのほか、マクドナルドなどが出店している。
なお、競馬が開催されていない日には、内馬場が公園として市民に開放されており、スポーツを楽しむ人々の姿を見る事ができる。また、スタンド内には香港賽馬博物館が併設されており、開催の無い日や、開催日の午前中までオープンしている。

## その他
幕末から明治中期に日本で活躍した、イラストレイテッド・ロンドン・ニューズ日本駐在員で画家のチャールズ・ワーグマンは、1858年の香港滞在中に、ハッピィ・ヴァレィ競馬場をはじめとした、香港競馬題材の絵画を数点描いている。これらの絵画は神奈川県立歴史博物館が所蔵する。

## ギャラリー

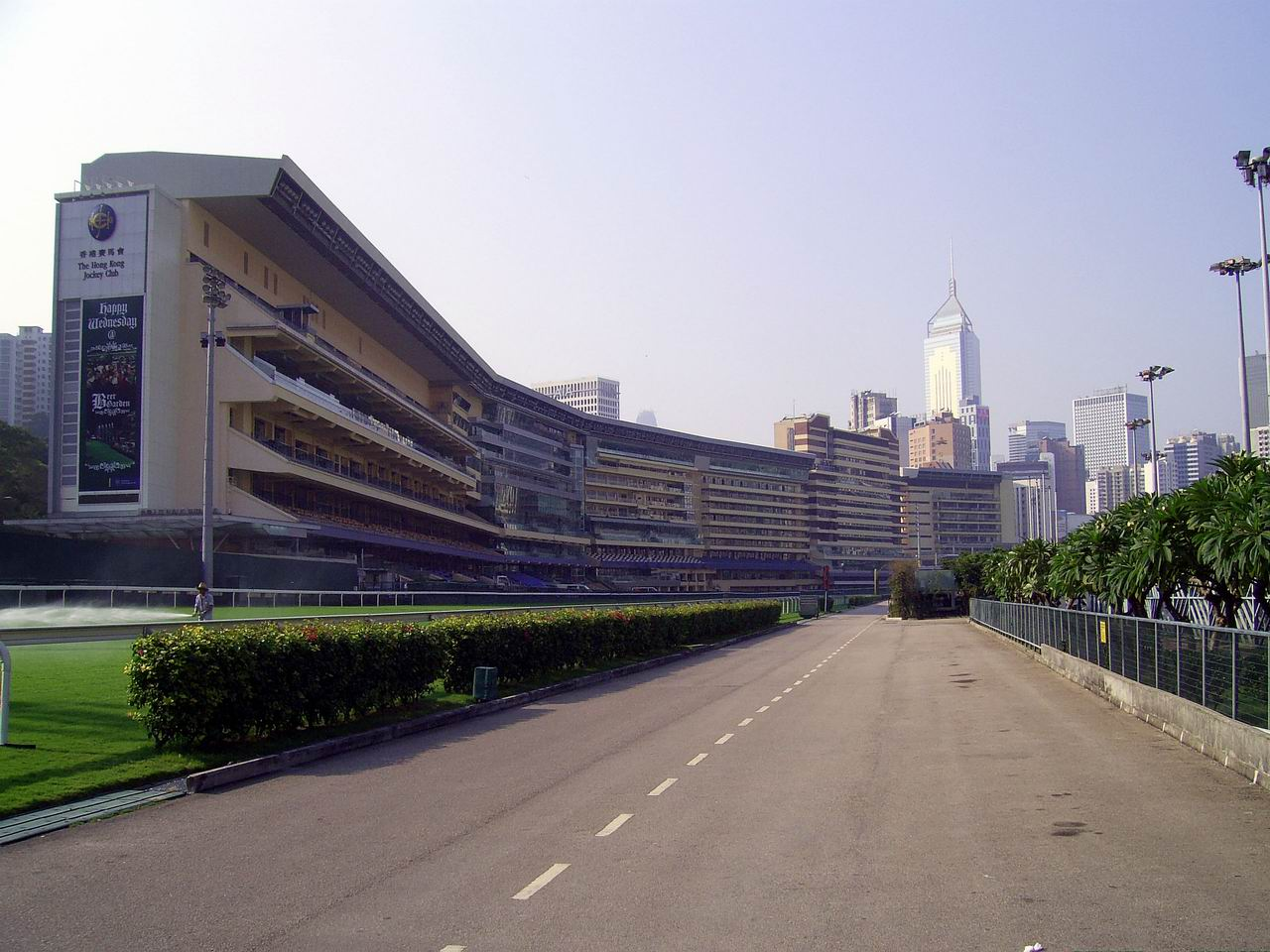
スタンド
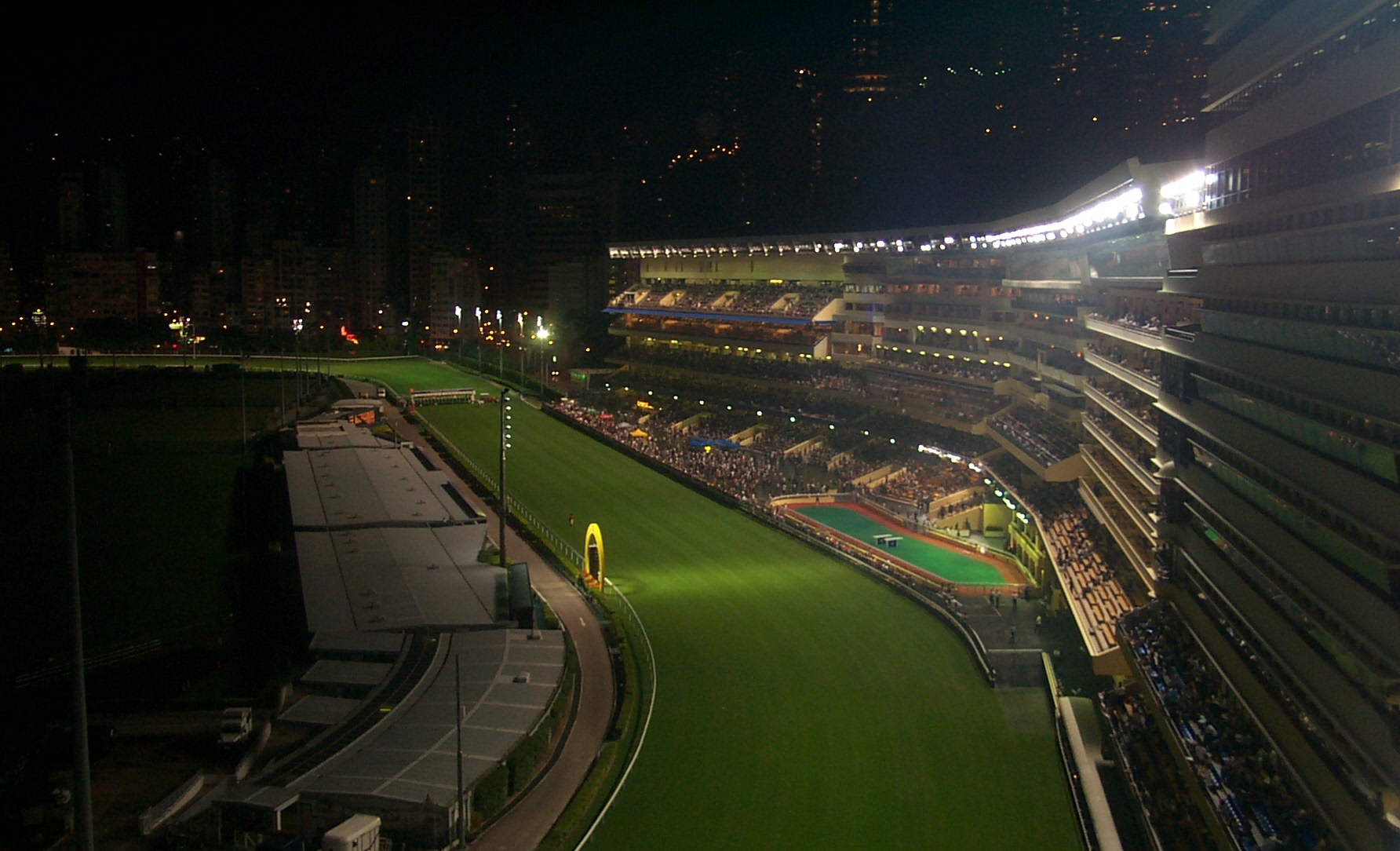
夜のハッピーバレー競馬場
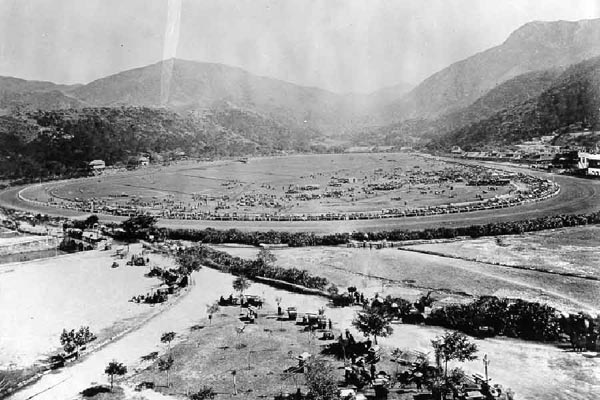
1873年のハッピーバレー競馬場
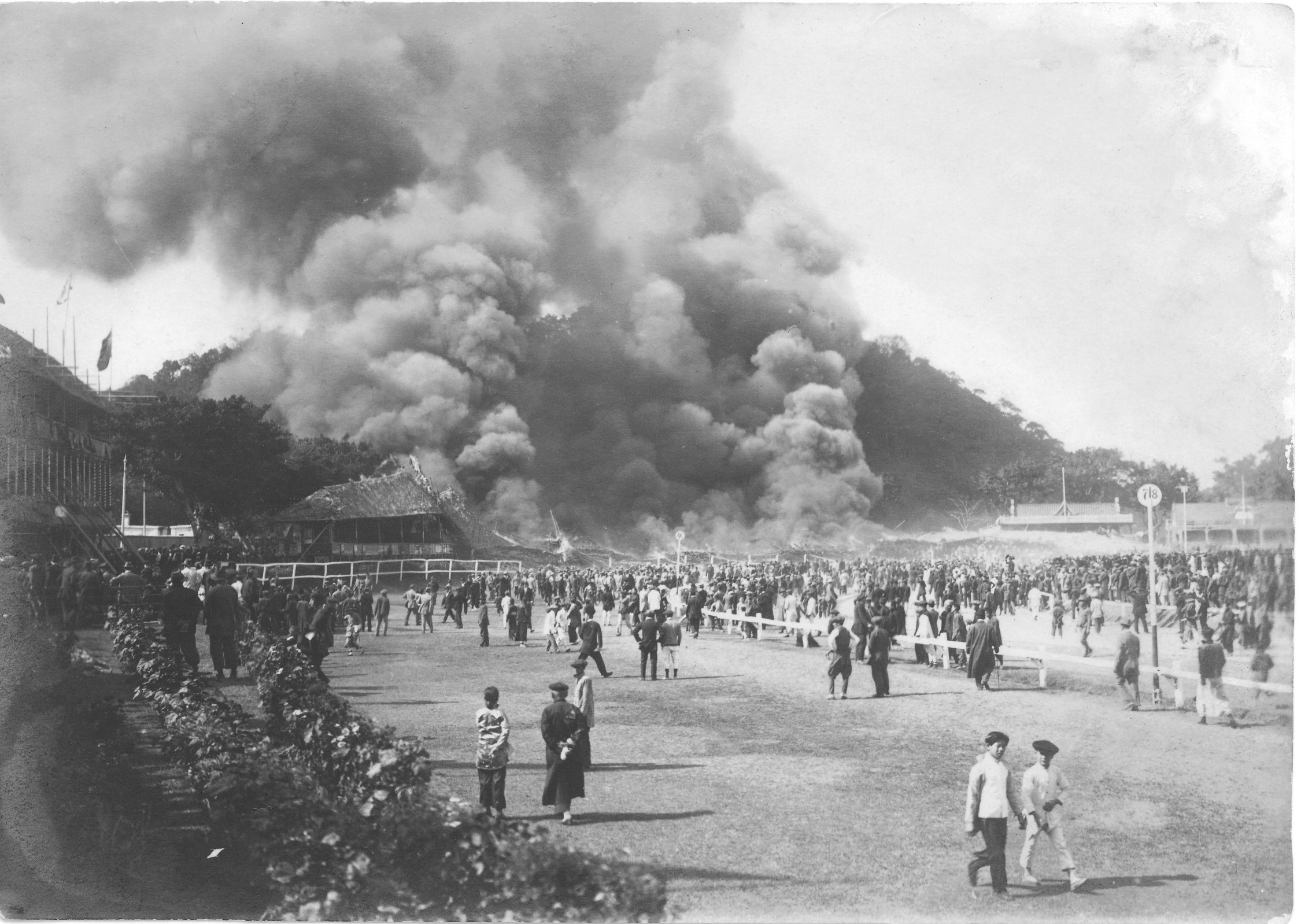
1918年2月26日の大火災